# One Sweet Day
One Sweet Day – drugi singel promujący album Daydream amerykańskiej wokalistki Mariah Carey. Carey zaśpiewała go z zespołem Boyz II Men. Jest to jeden z największych hitów w historii całego USA. Przez 16 tygodni bez przerwy singel utrzymał się na pierwszym miejscu listy Billboard Hot 100.
Piosenka znalazła się na 29. miejscu Billboard Greatest Songs of all time.

## O nagraniu
"One Sweet Day" był inspirowany przez śmierć Davida Cole'a z C+C Music Factory. Zastanawiając się nad współpracą z Boyz II Men, Carey zauważyła, że oddali oni hołd dla ich menedżera, który został zamordowany podczas ich trasy koncertowej. David Cole współpracował z Mariah nad jej dwoma poprzednimi albumami oraz nad MTV Unplugged. W tym okresie Carey załatwiła współpracę z Boyz II Men. "One Sweet Day" to jedna z piosenek, której używa do pokazania siły swojego głosu.
W Billboardzie napisano: "Jest to najlepszy singel Carey i Boyz II Men, jaki oni wszyscy kiedykolwiek nagrali". Piosenka opowiada o żalu z powodu śmierci znajomych osób, ale pociesza, że "któregoś pięknego dnia" się spotkają.

## Opinie, listy przebojów

### Komercyjne
"One Sweet Day" stał się dziesiątym singlem Carey i czwartym Boyz II Men, który zdobył pierwsze miejsce Billboard Hot 100. Przez 16 tygodni, od 26 listopada 1995 do 16 marca 1996, nieprzerwanie okupował najwyższe miejsce listy. Boyz II Men osiągnęli podobny wynik ze swoim singlem "End of the Road" (1992), który spędził trzynaście tygodni na Hot 100 i "I'll Make Love to You" (1994), który spędził czternaście tygodni na pierwszym miejscu. Kolejnym singlem Caret, który spędził tak wiele tygodni na pierwszym miejscu Hot 100 był "We Belong Together", który okupywał je przez 14 tygodni.
Singel zadebiutował na pierwszym miejscu i dzięki temu Carey stała się pierwszą wokalistką, której więcej niż jeden singel zadebiutował na pierwszym miejscu i pierwszą wokalistką, której dwa single z rzędu zadebiutowały na tym miejscu. Singel spędził 26 tygodni w pierwszej czterdziestce Hot 100, dwa razy otrzymał status Platynowej Płyty i znalazł się na drugim miejscu końcoworocznej listy Hot 100 w 1996 roku. Pomimo sukcesu w Stanach Zjednoczonych, "One Sweet Day" nie osiągnął sukcesu poza Ameryką (oprócz Nowej Zelandii) tak, jak poprzedni singel "Fantasy". Singel znalazł się w pierwszej dziesiątce w Wielkiej Brytanii, Australii, Francji i Kanadzie. Osiągnął jakiś sukces w kontynentalnej Europie, ale nie tak wielki, jak "Fantasy". Był to największy hit Boyz II Men od czasów "End of the Road" (poza USA).

### Krytycy
Piosenka stała się największym hitem MTV Asia Hitlist, gdzie spędziła 11 tygodni na pierwszym miejscu.
"One Sweet Day" był nominowany do 1996 Grammy Awards w dwóch kategoriach, ale nie zdobył żadnej statuetki. Jako dwoje nominowanych, Carey I Boyz II Men zaśpiewali “One Sweet Day” na ceremonii. Carey zaczęła szczęśliwie ten wieczór, mając świadomość bycia nominowaną do sześciu nagród Grammy. "One Sweet Day" był wtedy numerem jeden na Hot 100, i następnego ranka ogłoszono, że naprawdę mało mu brakowało do pokonania piosenki Whitney Houston i była to dla Carey "nagroda pocieszenia".

## Remiksografia
Nie ma głównego i najbardziej znanego remiksu tej piosenki, ale Chuck Thompson wyprodukował "One Sweet Day" (Chucky's remix), który daje piosence więcej rytmu R&B. Wersja a cappella jest znana, jako "Sweet a cappella", zawiera wokale, które zostały inaczej zaaranżowane i nowe intro, które nadaje melodii inne brzmienie. W czasie, gdy Mariah Carey była tematem UK X Factor, boyband JLS zaśpiewali piosenkę, otrzymują wysokie oceny od wszystkich czterech sędziów i od samej Carey.
One Sweet Day
1. Album Version 4:41
2. A Cappella 4:46
3. Sweet A Cappella 4:52
4. Chucky's Remix 4:48
5. Live Version 5:10

## Teledysk
Teledysk zostałw wyreżyserowany przez Larry'ego Jordana i pokazuje Carey oraz Boyz II Men podczas nagrywania i pisania piosenki. Dla Carey i Boyz II Men trudno było zaplanować czas nagrywania teledysku.

## Lista utworów
US CD maxi single (44K 78075)
1. "One Sweet Day" (Album Version)
2. "One Sweet Day" (Sweet A Cappella)
3. "One Sweet Day" (A Cappella)
4. "One Sweet Day" (Chucky's Remix)
5. "One Sweet Day" (Live Version)
6. "Fantasy" (Def Drums Mix)

UK CD maxi single (6626035)
1. "One Sweet Day" (album version)
2. "Fantasy" (Def Drums mix)
3. "Joy to the World" (Celebration mix)
4. "Joy to the World" (club mix)

European CD single
1. "One Sweet Day" (Album Version)
2. "One Sweet Day" (Live Version)

European CD maxi single
1. "One Sweet Day" (Album Version)
2. "One Sweet Day" (Sweet A Cappella)
3. "One Sweet Day" (A Cappella)
4. "One Sweet Day" (Chucky's Remix)
5. "One Sweet Day" (Live Version)

Japanese CD single (SRDS-8304)
1. "One Sweet Day" (Album Version)
2. "One Sweet Day" (Live Version)
3. "Open Arms" (Album Version)

## Pozycje na listach przebojów
| Lista (1995)                                 | Najwyższa pozycja |
| -------------------------------------------- | ----------------- |
| U.S. Billboard Hot 100                       | 1                 |
| U.S. Billboard Hot R&B Singles & Tracks      | 2                 |
| U.S. Billboard Hot Singles Sales             | 1                 |
| U.S. Billboard Hot 100 Airplay               | 1                 |
| U.S. Billboard Hot Adult Contemporary Tracks | 1                 |
| Israeli Singles Chart                        | 1                 |
| New Zealand RIANZ Singles Chart              | 1                 |
| Australian ARIA Singles Chart                | 2                 |
| Canadian Singles Chart                       | 1                 |
| Argentina Chart                              | 1                 |
| Costa Rica Chart                             | 1                 |
| French Singles Chart                         | 5                 |
| Latvian Airplay Chart                        | 12                |
| Norwegian Singles Chart                      | 6                 |
| UK Singles Chart                             | 6                 |
| Swiss Singles Chart                          | 12                |
| Italian Singles Chart                        | 23                |
| German Singles Chart                         | 25                |
| Finnish Singles Chart                        | 16                |

### Listy końcoworoczne
| Rok  | Kraj              | Lista             | Ranking |
| ---- | ----------------- | ----------------- | ------- |
| 1995 | Australia         | ARIA              | 32      |
| 1996 | Australia         | ARIA              | 40      |
| 1995 | Wielka Brytania   | UK Singles Charts | 75      |
| 1996 | Stany Zjednoczone | Billboard Hot 100 | 2       |